# Коломянка

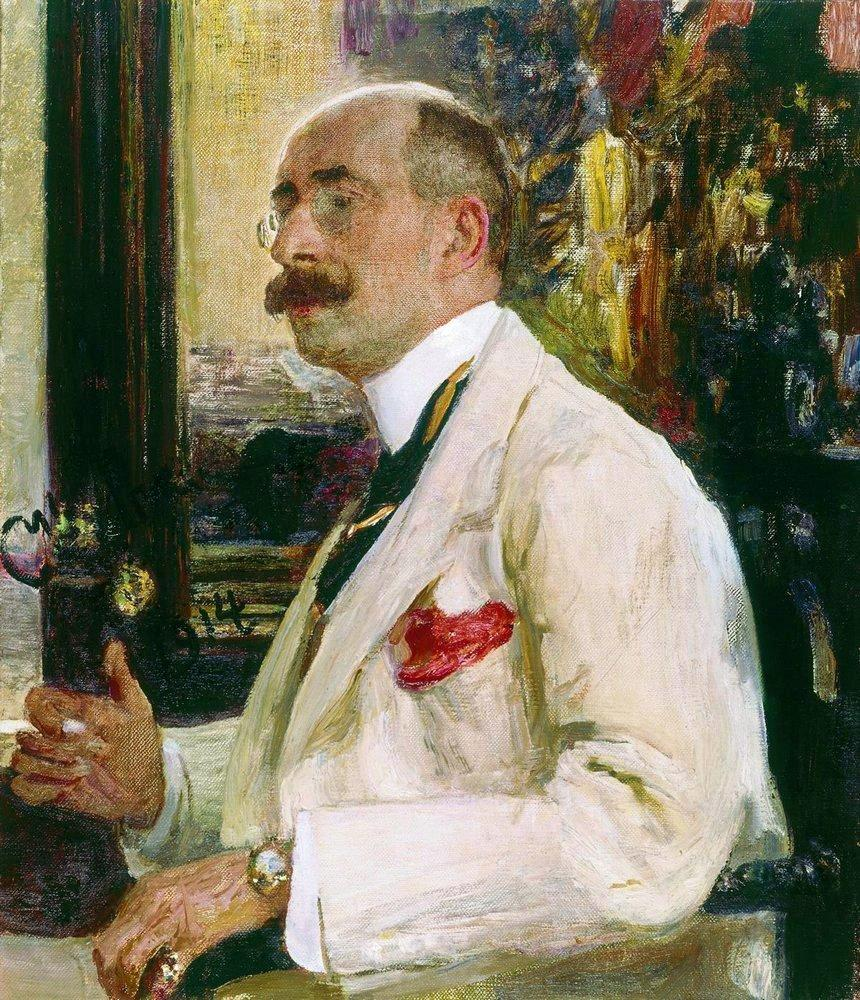
И. Е. Репин. Портрет Н. Д. Ермакова. 1914. Псковская картинная галерея

Коломя́нка (коломёнка, каламя́нка, коломёнок, каламе́нок) — плотная гладкая ткань полотняного либо атласного переплетения из льна, иногда с добавлением пеньки.
Происхождение названия ткани достоверно не установлено. М. Фасмер указывал на заимствование слова из латыни (лат. camelaucium) через немецкий (нем. Kalamank, Kalmank) и голландский (нидерл. Kalamink) языки. В словаре В. И. Даля коломянка определяется как «полосатая пёстрая шерстяная домотканина, на панёвы, запасли». Например, в XIX—XX веках в Томской и Псковской губерниях женщины носили коломенчатые юбки из восьми полос шерстяной полосатой домотканины. Тем не менее, во второй половине XIX века в официальных документах и художественной литературе под коломянкой фигурировала одноцветная ткань из льна или пеньки. У В. И. Даля для такой белёной гладкой пеньковой или льняной ткани, похожей на демикотон, есть название «каламе́нок».
В «Рудине» у И. С. Тургенева упоминается пальто и фуражка из коломянки. Ф. М. Достоевский в «Маленьких картинках» описывает летний гардероб состоятельного мужчины: коломянка, гетры и летняя шляпа. Льняная коломянка считалась дорогой, для удешевления добавляли пеньку. У А. П. Чехова в «Лишних людях» главный герой — «Павел Матвеевич Зайкин, член окружного суда, высокий сутуловатый человек, в дешёвой коломенке и с кокардой на полинялой фуражке». Коломянку ткали фабричным способом и на ручных станках в домашних условиях. Вплоть до 1950-х годов коломянку выпускал Костромской льнокомбинат. В XX веке коломянку изготавливали уже только из льна. Из коломянки, обладавшей высокими гигиеническими свойствами, обычно шили популярные летние мужские костюмы, обычно серого, бежевого или белого цвета, а также форму морских офицеров. Белые штаны из коломянки упоминают Илья Ильф и Евгений Петров в «Двенадцати стульях».